# Jetty Joseph
Jetty Joseph (* 28. Mai 1980) ist eine ehemalige indische Leichtathletin, die sich auf den Weitsprung spezialisiert hat.

## Sportliche Laufbahn
Ihren ersten internationalen Wettkampf bestritt Jetty Joseph im Jahr 1999, als sie bei den Juniorenasienmeisterschaften in Singapur mit 5,99 m den sechsten Platz belegte. 2004 gewann sie bei den erstmals ausgetragenen Hallenasienmeisterschaften in Teheran mit 5,98 m die Silbermedaille hinter der Chinesin Xu Bei und kurz darauf siegte sie mit 6,30 m bei den Südasienspielen in Islamabad. 2007 bestritt sie ihren letzten offiziellen Wettkampf und beendete daraufhin ihre aktive sportliche Karriere im Alter von 27 Jahren.

## Persönliche Bestleistungen
- Weitsprung: 6,30 m (+0,7 m/s), 18. Mai 2002 in Hyderabad
  - Weitsprung (Halle): 5,98 m, 7. Februar 2004 in Teheran